# Chemins de Terre
Chemins de Terre je folk rockové album Alana Stivella, vydané v roce 1973. Producentem byl Franck Giboni. Ve Velké Británii album vyšlo pod názvem From Celtic Roots..., v Německu pod názvem Celtic Rock.

## Seznam skladeb
| Pořadí | Název                      | Autor                           | Délka |
| ------ | -------------------------- | ------------------------------- | ----- |
| 1.     | Susy MacGuire              | lidová, upravil Alan Stivell    | 3:35  |
| 2.     | Ian Morrison Reel          | Peter McLeod, arr. Alan Stivell | 4:09  |
| 3.     | She Moved Through The Fair | lidová, upravil Alan Stivell    | 4:13  |
| 4.     | Can Y Melinydd             | lidová, upravil Alan Stivell    | 1:59  |
| 5.     | Oidhche Mhaith             | lidová, upravil Alan Stivell    | 1:53  |
| 6.     | An Dro Nevez               | lidová, upravil Alan Stivell    | 3:45  |
| 7.     | Maro e Ma Mestrez          | lidová, upravil Alan Stivell    | 3:08  |
| 8.     | Brezhoneg' Raok            | Alan Stivell                    | 3:08  |
| 9.     | An Hini a Garan            | lidová, upravil Alan Stivell    | 4:11  |
| 10.    | Metig                      | lidová, upravil Alan Stivell    | 4:07  |
| 11.    | Kimiad                     | lidová, upravil Alan Stivell    | 3:34  |

## Obsazení
- Alan Stivell - keltská harfa, zpěv, skotské dudy, píšťaly, mellotron, timbales, harmonium
- Gabriel Yacoub - akustická kytara, dulcimer, psaltérium, zpěv
- René Werneer - housle, zpěv
- Pascal Stive - varhany, klavír
- Jean-Luc Hallereau - bass, zpěv
- Dan Ar Bras - elektrická a akustická kytara, zpěv
- Michel Santangelli - bicí
- Marie Yacoub - lžíce, zpěv
- Elyane Werneer, Mireille Werneer - zpěv
- Michel Delaporte - tablas

a
- soubor Bagad Bleimor - dudy, bombardy, skotské bubny